# Projekt Venona
Projekt Venona (ang. Venona project) – kryptonim amerykańsko-brytyjskiej operacji kryptoanalizy, która doprowadziła do odszyfrowania części depesz wymienianych w latach czterdziestych między Moskwą a placówkami sowieckiego wywiadu zagranicznego (INO i GRU) w innych państwach. Większość depesz dotyczyła szpiegostwa na terytorium Stanów Zjednoczonych, w tym szpiegostwa atomowego. W depeszach znajdowały się kryptonimy m.in. takich szpiegów jak Alger Hiss, Harry Dexter White, Whittaker Chambers, Klaus Fuchs, Donald Maclean, Julius Rosenberg.   

## Geneza
Pod koniec 1943 roku amerykańskim kryptoanalitykom udało się odczytać niewielkie fragmenty depesz wymienianych między radzieckimi przedstawicielstwami handlowymi i dyplomatycznymi a Moskwą. Po analizie odczytanych depesz Amerykanie zorientowali się, że część z nich była szyfrowana przy użyciu tych samych jednorazowych bloczków szyfrowych. Z nieznanych przyczyn w 1942 roku około 70000 stron zawierających kody będące podstawą do szyfrowania depesz zostało powielonych i rozesłanych do radzieckich placówek zagranicznych. Jak się okazało – również do rezydentur NKWD i GRU. Był to błąd, który zupełnie zniweczył podstawową zaletę szyfru jednorazowego – jego prawie zupełną odporność na złamanie.
Odkrycie to pozwoliło na odczytywanie na podstawie powtarzających się słów lub zwrotów fragmentów innych przechwyconych radzieckich radiogramów, dotychczas niezrozumiałych. Opracowywanie radzieckich depesz w ramach projektu Venona trwało do 1980 roku. Łącznie udało się odczytać (w całości lub częściowo) prawie 3000 depesz wysłanych z i do Moskwy w latach 1940-48.

## Kryptonimy[1]
| Pseudonim lub nazwa             | Prawdziwa tożsamość                                                        | Rola/spełniane zadania |
| ------------------------------- | -------------------------------------------------------------------------- | --- |
| Anton                           | Leonid Kwasnikow                                                           | Kierujący z Nowego Jorku tzw. siatką szpiegów atomowych                                                                            |
| Arsenał                         | Departament Wojny Stanów Zjednoczonych                                     | |
| Babilon                         | San Francisco                                                              | obok Nowego Jorku i Waszyngtonu, jedno z głównych miast działalności agentów NKWD/NKGB i GRU w latach czterdziestych               |
| Bank                            | Departament Stanu Stanów Zjednoczonych                                     | |
| Charles                         | Klaus Fuchs                                                                | niemiecki fizyk, pracował nad projektem Manhattan, informując o postępach prac nad bombą atomową wywiad sowiecki                   |
| Dom lub Duży dom                | moskiewska centrala                                                        | Łubianka, centrala NKWD/KGB przy placu Dzierżyńskiego (Łubiańskim) w Moskwie                                                       |
| Enormoz                         | Projekt Manhattan lub bomba atomowa                                        | kryptonim projektu budowy przez Stany Zjednoczone pierwszej bomby atomowej                                                         |
| Homer                           | Donald Maclean                                                             | jeden z członków tzw. siatki szpiegowskiej Cambridge                                                                               |
| Kapitan                         | Franklin Delano Roosevelt                                                  | prezydent Stanów Zjednoczonych 1933–1945                                                                                           |
| Konspiracja                     | rzemiosło wywiadowcze i bezpieczeństwo operacyjne                          | szpiegostwo itd. |
| Leslie                          | Lona Cohen                                                                 | kurier tzw. siatki szpiegów atomowych                                                                                              |
| Linia                           | określona długofalowa operacja                                             | np. linia zbierania informacji o bombie atomowej lub linia pracy z rodakami, tj. członkami KPUSA                                   |
| Maj                             | Stiepan Apresian                                                           | rezydent wywiadu sowieckiego w Nowym Jorku                                                                                         |
| Maksim                          | Wasilij Zarubin                                                            | major Bezpieczeństwa Państwowego lub generał major; szef rezydentury INO KGB w Nowym Jorku                                         |
| Nowicjusze                      | agenci wywiadu sowieckiego                                                 | – |
| Pietrow                         | 1.Ławrientij Beria lub 2.Wsiewołod Mierkułow                               | 1.szef NKWD 2.szef NKGB |
| Posłuszna dziewczynka lub Myrna | Elizabeth Bentley                                                          | amerykańska komunistka, współpracowniczka wywiadu sowieckiego, przeszła na stronę amerykańską                                      |
| Robert vel Pel                  | Greg Silvermaster                                                          | oficer wywiadu sowieckiego z amerykańskim obywatelstwem                                                                            |
| Rodak                           | członek KPUSA/CPUSA                                                        | (pl. Komunistyczna Partia Stanów Zjednoczonych) – (ang. Communist Party of the United States of America)                           |
| Sąsiedzi                        | dla NKWD (wywiad cywilny) rezydentura GRU (wywiad wojskowy) lub vice versa | NKWD – Ludowy Komisariat Spraw Wewnętrznych, GRU – Główny Zarząd Wywiadowczy                                                       |
| Vardo                           | Jelizawieta Rosenzweig vel Liza Gorska                                     | pracowniczka wywiadu sowieckiego, żona Wasilija Zarubina                                                                           |
| Wiktor                          | Paweł Fitin                                                                | w latach 1939–1946 szef cywilnego wywiadu zagranicznego ZSRR, kolejno – V Departamentu GUGB NKWD, I Zarządu NKGB i I Zarządu NKWD. |
| Wyspa, wyspiarze                | Wielka Brytania, Brytyjczycy                                               | – |
| Zamrozić lub włożyć do lodówki  | wstrzymać działalność aktywnego agenta                                     | – |
| Zwuk                            | Jakow Gołos                                                                | oficer wywiadu sowieckiego |